# Il dottor Oss
Il dottor Oss (Une fantaisie du docteur Ox) è un racconto lungo di Jules Verne del 1872. Il racconto venne ripubblicato nel 1874 nell'omonima raccolta. Venne pubblicato in italiano per la prima volta nel 1874 ed è stato ripubblicato anche con vari altri titoli, tra cui Un capriccio del dottor Oss, Una fantasia del dottor Ox e L'esperimento del dottor Ox.

## Trama

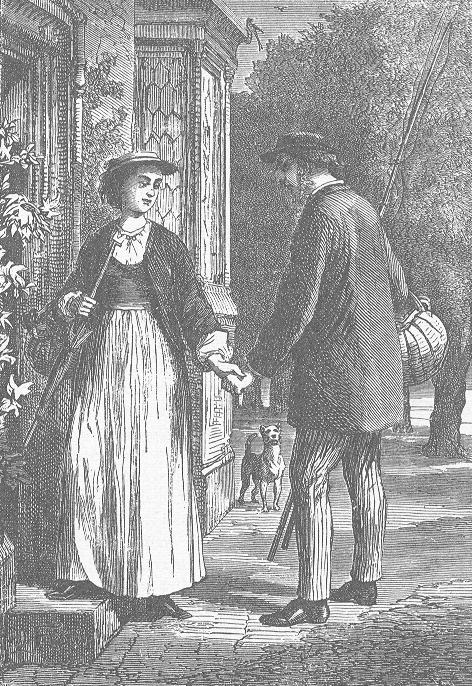

Gli abitanti della tranquilla cittadina fiamminga di Quiquendone sono il non plus ultra della flemma e della tranquillità. Un giorno però arriva il dottor Oss, e il quieto vivere della popolazione viene turbato. Senza nessuna causa apparente, i calmissimi cittadini diventano sempre più emotivi, instabili, collerici, tumultuosi, romantici, rissosi e lunatici.
Questa tumultuosità si comunica a tutti: uomini, donne, animali e persino alle piante, che cominciano a crescere a dismisura.
I Quiquendoniani arriveranno al punto di voler dichiarare guerra a un comune vicino, per la grottesca storia di una mucca sconfinata ai tempi della Prima Crociata. Nel frattempo, il misterioso dottor Oss continua il suo lavoro di installazione di una rete pubblica di illuminazione a gas.

### Conclusione
Si scopre che attraverso le condutture del gas, il dottor Oss ha immesso massicce quantità d'ossigeno nell'atmosfera di Quiquendone, allo scopo di aumentare la vivacità dei suoi abitanti. 
Naturalmente, all'insaputa di tutti. 
L'esplosione finale riporterà la situazione alla normalità, nell'oblio generale.

## Personaggi
- Il borgomastro van Tricasse: primo cittadino
- Il consigliere Niklausse: collaboratore e amico fraterno di van Tricasse
- Il dottor Oss: fisiologo
- Gedeone Igeno: assistente del dottor Oss

## Opere derivate
- Jacques Offenbach ha adattato questa novella in un'opera-buffa nel 1877, Le Docteur Ox.
- Mino Milani e Grazia Nidasio hanno realizzato una versione a fumetti della storia e in seguito una serie che prolunga le avventure del personaggio, pubblicata tra il 1964 e il 1969 sul Corriere dei Piccoli, in cui il protagonista (differentemente dal romanzo) viene rappresentato come uno scienziato affascinante.